# Szappanfavirágúak
A szappanfavirágúak (Sapindales) az APG III osztályozása szerint a valódi kétszikűek rosids kládjába, ezen belül az eurosid II csoportba sorolt rend; 9 család 460 nemzetségének, 5670 faja tartozik ide, általában fák vagy cserjék.
Túlnyomórészt trópusi és szubtrópusi fák és cserjék tartoznak a rendbe. Jellemző rájuk a többnyire váltakozó állású, pálhátlan, szárnyasan vagy néha tenyeresen összetett hármas vagy ép levél, a virágban a porzók és a termő között megtalálható mézfejtő diszkuszok és a kovaanyagok. Gyakran találhatók virágaikban steril sziromszerű porzók, illetve bibeszálak.

## Rendszerezés
Szinte minden szerző szoros rokonsági kapcsolatot feltételez a szappanfafélék (Sapindaceae) és a rutafélék (Rutaceae) között, legtöbbször azonos főrendbe sorolva azokat, bár többen közülük, (például Borhidi, Dahlgren és Tahtadzsján) a rutaféléket és az APG Sapindales rendjébe sorolt néhány más családot külön rendként (Rutales) tárgyal, legfőképp illatanyagokat tartalmazó leveleik alapján megkülönböztetve azokat.
Két ismertebb növénycsalád, a juharfélék (Aceraceae) és a vadgesztenyefélék vagy bokrétafafélék (Hippocastanaceae) a korábbi rendszertanok szerint szintén a szappanfavirágúak rendjébe tartoztak, de az APG osztályozás a szappanfafélék (Sapindaceae) családba sorolta be ezeket.